# NGC 273
NGC 273 é uma galáxia lenticular (S0) localizada na direcção da constelação de Cetus. Possui uma declinação de -06° 53' 08" e uma ascensão recta de 0 horas, 50 minutos e 48,4 segundos.
A galáxia NGC 273 foi descoberta em 10 de Setembro de 1785 por William Herschel.